# 宇炯龍
 宇炯龍 （宇炯龙，英文：KR Dragon，1991年12月4日－）生於韓國，2014年開始在台灣發展，於三年內參與過模特兒、廣告、戲劇、電視節目，從原本不懂任何一句中文，到出演植劇場「戀愛沙塵暴」- 金永俊老師，讓許多人認識，及電視節目「二分之一強」固定班底。宇炯龍赴台發展前，已從事了三年的模特兒工作。

## 演出作品

### 電視劇/網路劇
| 年份 | 類型             | 作品名稱 | 角色                   | 導演     | 合作演員                                                     | 備註               |
| ---- | ---------------- | -------- | ---------------------- | -------- | ------------------------------------------------------------ | ------------------ |
| 2016 | 《戀愛沙塵暴》   | 電視劇   | 韓國明星、金永俊老師、 | 北村豐晴 | 吳慷仁、柯淑勤、樊光耀、陳妤、鄧育凱、許光漢、葉辰莛、葉星辰 | 植劇場 ep.01~ep.03 |
| 2020 | 《金愛演真探團》 | 電視劇   | 尹光石                 |          | 李國毅、陳珮騏、喜翔                                         |                    |

### 節目
| 播出日期 | 節目名稱                            | 播出頻道                              | 備註 |
| 2019年   | 天黑請閉眼                          | A better TV                           | |
| 2019年   | 《叫我男神 Call Me Handsome》第四季 | Astro AEC频道301 Astro AEC HD 频道306 | 10月6日首播 |
| 2019年   | 《SAMSUNG》千萬分之五               | Youtube                               | 網路實境節目6集，與許維芳合作。 |
| 2019年   | 《二分之一強》固定班底              | 東森綜合台                            | 09月23日 秋天各國家旅遊夯！賞楓葉以外這樣玩？進入烏克蘭森林小心這種「吸血生物」(ep.1158) 08月29日 「特別企劃」 東西方遊戲王爭霸戰！Part 2【遊戲王】老外玩「台語傳話」變金魚腦！(ep.1145) 08月28日 眾人皆睡，你獨醒？各國睡眠問題吵不完？ (ep.1144) 04月4日 愛買愛花又愛丟！哪一國人最浪費？台女網購愛包色老外直批好浪費？ (ep.1061) 03月4日 跟老外談戀愛備感壓力！「這國女人」對男友手段高明？ (ep.1042) 02月12日 情人節出遊計畫！去這些景點保證OK！ (ep.1031) 02月11日 老外的紳士行為究竟是真是假？型男示範韓國男人紳士行為，竟是要學會幫女生擋風？！ (ep.1030) |
| 2019年   | 《拜託了女神》                      | 三立電視台MTV 音樂電視網              | 01月27日 多功效特殊劑型面膜大評比！大叔敷完秒變男神？ 01月20日 全世界都在流行的“油保養”你跟上了嗎？美容油大評比 |
| 2018年   | 《二分之一強》固定班底              | 東森綜合台                            | 10月2日 老外好開放！各國尺度玩很大！ (ep.959) 09月24日 各國人情味 台灣人看不懂！ 08月22日 老外最愛逛夜市！這一味各國人都買單！黑糖珍奶竟輸給「它」？ (ep.936) 03月19日 老外食量好驚人!! 來台灣總是吃不飽?！ |
| 2018年   | 《叫我男神 Call Me Handsome》第三季 | Astro AEC频道301 Astro AEC HD 频道306 | 2018年9月1日首播 第一期 2018年9月8日首播 第二期 節目嘉賓謝允、潘胤傑、戴祖雄、張哲偉、黃旭 |
| 2018年   | 《請問你是哪裡人》                  | 衛視中文台                            | 這些不起眼的生活用品 老外來台必掃光 |
| 2018年   | 《超愛美小姐》                      | 三立電視台                            | 04月7日 戀愛脫單必學 韓流妝髮公式(ep.222) |
| 2017年   | 《二分之一強》固定班底              | 東森綜合台                            | 11月21日 各國約會步驟大不同 隱藏規則眉角多？！ 07月13日 韓國作客習慣要鞠躬打招呼 特殊用餐禮儀難適應？！ 06月22日 韓國汗蒸幕成熱門景點 進去竟要彼此坦誠相見？ |
| 2016年   | 《二分之一強》固定班底              | 東森綜合台                            | 10月14日 遊戲王 Sorry Sorry 駭到你 07月29日 遊戲王夏日特別企劃 07月8日 遊戲王夏日特別企劃 宇炯龍被狠潑水桶 濕了也好帥！？ |
| 2016年   | 《綜藝大熱門》                      | 三立電視台                            | 03月25日 跪求終結孤單!天菜聯誼會!! |
| 2015年   | 《二分之一強》固定班底              | 東森綜合台                            | |

### 廣告
| 年份   | 品牌                                    | 主題 | 備註            |
| 2019年 | 《新光三越百貨》                        | 唇膏週－美麗不該被侷限，命定唇彩自己決定 |                 |
| 2019年 | 愛茉莉太平洋 《魅尚萱Mise-en-scene TW》 | POWER SWING 強勁歐巴髮泥，讓你濕了照樣硬！女友潑水篇 POWER SWING 強勁歐巴髮泥，女友被我迷到不行！宅男變身篇 POWER SWING 俐落歐巴髮油，任何意外都靠帥氣防禦！上班遲到篇 |                 |
| 2019年 | 《ABC-Mart》                            | 2019SS HUG SUMMER 玩樂仲夏！ |                 |
| 2019年 | 《光陽工業Kymco》                       | ABS國民安全守護者 |                 |
| 2019年 | 愛茉莉太平洋《Innisfree Taiwan》        | 為你應援 無油無慮礦物蜜粉兔兔限量版 讓你夢想成真 |                 |
| 2019年 | 《統一企業》AB優酪乳                    | 『特務篇』出來吃，總是要還的 |                 |
| 2018年 | 《亞太電信》                            | 魔術方塊 『歐巴篇』 |                 |
| 2018年 | 《PUMA》                                | \|Classic Chain七夕甜蜜主打，韓系情侶穿搭指標！ |                 |
| 2018年 | 《亞尼克》                              | YTM蛋糕提領站 |                 |
| 2018年 | 《ABC-Mart》                            | 春遊“清”哲學 |                 |
| 2018年 | 《立頓》                                | 立頓一下 轉開好心情篇 | 代言人為 郭書瑤 |
| 2018年 | 《寶島眼鏡》                            | 【K-DESIGN小教室－3招變身人氣歐巴】 |                 |
| 2018年 | 《寶島眼鏡》                            | 韓國流行K DESIGN即時連線 | 代言人為 吳映潔 |
| 2017年 | 《7-Eleven》                            | CITY CAFE 杜卡迪摩托車世界大賽系列 |                 |
| 2017年 | 《Acer》                                | Acer Day Be Cool Everyday! |                 |
| 2017年 | 《台新銀行》                            | 輕鬆展現 認真姿態! |                 |
| 2017年 | 《 安全All霸 Security Master》          | 來了！主君的歐巴篇 來了！來自星星的歐巴篇 來了! 拿著大蔥都燦爛的神－鬼怪篇 來了！籃球的後裔篇                                                                          |                 |
| 2016年 | 《SAMSUNG》                             | Galaxy A 品味出眾篇! |                 |
| 2016年 | 《Papillon法蝶珠寶》                    | Take it off，No way! |                 |
| 2016年 | 《全家便利商店》                        | 全家歐姆蛋燴飯－指揮篇 |                 |
| 2016年 | 《Root》                                | Roots 來台20周年~ |                 |
| 2015年 | RicoPay行動支付                         | 衝浪篇 |                 |

## 活動、相關影片

### 活動
| 年份   | 日期                                       | 名稱                                       | 備註 |
| 2019年 | 09月22日                                   | 《叫我男神 Call Me Handsome》第四季 見面會 |      |
| 2019年 | 《SAMSUNG》千萬分之五                      |                                            |      |
| 2018年 | 09月                                       | 2018 Cotton Day 美國棉                     |      |
| 2018年 | 《叫我男神 Call Me Handsome》第三季 見面會 |                                            |      |
| 2018年 | 07月                                       | 《雀巢美祿 x 萊爾富》聯名合作              |      |
| 2016年 | 04月                                       | BeautyMaker 氣墊粉餅                       |      |

### 其他影片
| 年份   | 月份 | 主題 | 備註            |
| 2019年 |      | 《白蘭氏》美之凍膠原蛋白－什麼？不需開口，一秒吸引國際型男？安心亞傳授桃花激增的秘密武器！                                                | 與安心亞        |
| 2019年 | 03月 | 《Versace范思哲 x Marie Claire美麗佳人》三個心動時刻，輕輕一噴，完美愛神馬上降臨！ 這個情人節 來場甜蜜約會 艾諾斯愛神女性淡香水           | 與吳姍儒        |
| 2018年 | 11月 | 《噓！星聞》超認真調查局／月光光Single慌慌之光棍節特企                                                                                    |                 |
| 2018年 | 08月 | 《ASIAN BOSS》 What's Considered Fashionable In Taiwan ft. Taipei In Style                                                                |                 |
| 2018年 | 04月 | 《巷弄》新竹吃貨必看. (1) Good Life愛好食. (2) 天尊日式料理. (3) 有窩寵物咖啡雜貨 Ur Warm Cafe. (4) Paella西班牙烤飯餐酒館                |                 |
| 2018年 | 04月 | 《自由時報》 (1) 春天賞櫻趣 濟州島3景點一次滿足. (2) 樂高迷別錯過 積木學院能逛能玩也能吃                                                  |                 |
| 2018年 | 04月 | 《蘋果日報 (台灣)》 (1) 濟州島下起粉紅雨！盤點五大賞櫻勝地. (2) 南韓濟州島 樂高迷必去 積木可玩還能吃. (3) 濟州犀牛峰油菜花 美到讓你掉下巴 |                 |
| 2018年 | 01月 | VogueTaiwan Live - BeautyMaker 氣墊粉餅                                                                                                   | feat. Kevin老師 |
| 2016年 | 12月 | 《Beauty美人圈》 (1) 韓語教室-浪漫醫生金師傅篇. (2) 韓語教室-藍色海洋的傳說篇                                                             |                 |
| 2016年 | 03月 | 《PopDaily波波黛莉的異想世界》Ver.9 深夜罪惡食堂－歐巴心意巧克力                                                                          |                 |
| 2016年 | 02月 | 《PopKimchi波波泡菜日記》女孩幻想／韓國歐巴的電影約會                                                                                     |                 |
| 2016年 | 01月 | 《PopDaily波波黛莉的異想世界》Ver.8 深夜罪惡食堂－大過年部隊鍋                                                                            |                 |
| 2015年 | 12月 | 《PopDaily波波黛莉的異想世界》難以抗拒的韓國接吻法/Hard to resist - Korea of kissing                                                      |                 |
| 2015年 | 08月 | 《爱奇艺》食色十二星座之摩羯座 |                 |

## 雜誌

### 雜誌
| 年     | 月份 | 節目名稱／頻道  | 主題                                                   | 備註               | 備註                                                    |
| 2019年 | 08月 | Ann's           | 七夕情人節放閃無極限                                   |                    |                                                         |
| 2018年 | 09月 | Newicon時尚男人 | 雜誌封面《叫我男神》宣傳                               |                    |                                                         |
| 2018年 | 09月 | ViVi 唯妳時尚   | 8hr緊急撩男偷心守則                                    | P.58_P.60~P.61     | 8hr緊急撩男偷心守則(花絮)                               |
| 2018年 | 09月 | mina米娜時尚    | 8hr緊急撩男偷心守則                                    | P.48~P.51          | 8hr緊急約會教戰手冊(花絮)                               |
| 2018年 | 05月 | AZ Travel 雜誌  | 濟州春光旅行、濟州美食旅行、濟州心動戀旅、最完美的島旅 |                    | 濟州春光旅行、濟州美食旅行、 濟州心動戀旅、最完美的島旅 |
| 2018年 |      | Milk誌          | [Sperry廣編] 封面                                      | [No.172] P.17~P.20 | TIMBERLAND IN STYLE NO BOUNDS                           |
| 2015年 |      | GQ              | DRESS UP YOUR LIFE 定義你的絕對風格                    |                    |                                                         |
| 2015年 |      | Men’s Uno       | （OneDay）一天一年                                     |                    |                                                         |
| 2015年 | 10月 | COOL            | [Champion 廣編]                                        | P.168-P.170        |                                                         |
| 2015年 | 10月 | [Play Boy 廣編] |                                                        |                    |                                                         |
| 2015年 | 07月 | ESQUIRE君子雜誌 | 深秋律動                                               | P.158~P.166        |                                                         |

## 新聞

### 動態
| 年     | 月份 | 節目名稱／頻道 | 主題                                                                  | 備註                          |
| 2019年 | 10月 | 365哈啾        | 男神大秀肌肉 眼睛都看直了                                             | 《叫我男神 Call Me Handsome》 |
| 2019年 | 05月 | 三立iNEWS台    | 三星推「千萬分之五」品牌行銷有溫度                                    | 《三星SAMSUNG》               |
| 2018年 | 09月 | 中華電視公司   | 2018 Cotton Day 美國棉 x Just in case 周裕穎－棉花新創意 周裕穎來展現 | 《COTTON DAY美國棉》          |
| 2018年 | 07月 | 365哈啾        | 馬來西亞節目「叫我男神」探班拍攝現場採訪                              | 《叫我男神 Call Me Handsome》 |
| 2018年 | 07月 | 三立新聞台     | 雀巢美祿x萊爾富！恐龍冰沙給你滿滿巧克力                               | 《雀巢美祿 x 萊爾富》聯名合作 |

### 平面
| 年     | 月份 | 媒體                | 主題                                                                  | 備註 |
| 2018年 | 09月 | Newicon 時尚男人    | 雜誌封面《叫我男神》宣傳                                              |      |
| 2018年 | 08月 | Newicon时尚男人     | KR 宇炯龙 — 韩国 OPPA 私下是个大男孩。                                |      |
| 2018年 | 07月 | 中国报              | 男神互斗撩妹技術                                                      |      |
| 2018年 | 07月 | 星洲网              | 《叫我男神》尬小鲜肉·戴祖雄封终极男神（页面存档备份，存于）           |      |
| 2016年 | 04月 | ettoday星光雲       | 「婚，被求1次就夠了」劉雨柔一口拒絕鮮肉歐巴求愛（页面存档备份，存于） |      |
|        |      | Marieclaire美麗佳人 | 電眼歐巴KR宇炯龍，「我」就是最大的特色                                |      |

## 外部連結
- KR宇炯龍的Facebook專頁
- 宇炯龍的Instagram帳戶
- KR宇炯龍的youtube專頁
- 的weibo專頁
- 凱妍國際有限公司（页面存档备份，存于）的官方網站